# Glaphyropteridopsis eriocarpa
Glaphyropteridopsis eriocarpa är en kärrbräkenväxtart som beskrevs av Ren-Chang Ching. Glaphyropteridopsis eriocarpa ingår i släktet Glaphyropteridopsis och familjen Thelypteridaceae. Inga underarter finns listade.